# Caprezzo
Caprezzo (piemontiul: Cravess) település Olaszországban. Lakosainak száma 174 fő (2023. január 1.). Caprezzo Cambiasca, Intragna, Miazzina és Vignone községekkel határos.

## Népesség
A település népességének változása:
| Lakosok száma | 166  | 163  | 174  |
|               | 2017 | 2018 | 2023 |